# Niwelacja dialektów
Niwelacja dialektów (ang. dialect levelling, dialect leveling) – proces lingwistyczny powodujący redukcję zróżnicowania w danym języku. Polega na upodabnianiu się do siebie różnych gwar, a tym samym zaniku różnic międzydialektalnych, zwłaszcza cech stereotypowych. Jest konsekwencją fundamentalnych zmian we współczesnych społeczeństwach. Następuje przede wszystkim w przypadku intensywnych kontaktów między użytkownikami rozmaitych dialektów, np. wskutek migracji.
W drodze procesów niwelacji struktura poszczególnych dialektów może przejmować cechy języka standardowego lub gwar sąsiadujących. Niwelacja bywa wynikiem szerzenia języka standardowego (za pośrednictwem programów edukacyjnych i alfabetyzacji) oraz celowego przestrzegania skodyfikowanych norm językowych. Zanik dialektów na dużą skalę nastąpił np. w przypadku języka polskiego, którego użytkownicy w dużej mierze przeszli na dialekt ogólnopolski, porzucając silnie zróżnicowane gwary tradycyjne. Języki standardowe zaczęły powstawać w XIX w., a do ich rozpropagowania i rozwoju piśmienności doszło jeszcze później.
Niekiedy za przyczynę niwelacji dialektalnej uznaje się wpływ mediów i zwiększone możliwości podróży. Czynniki te nie muszą jednak prowadzić do zaniku różnic gwarowych – przykładem jest angielszczyzna brytyjska, którą cechuje mnogość dialektów regionalnych, pomimo szerokiej obecności języka standardowego w telewizji i radiu. Zdarza się, że na terenach miejskich różnice dialektalne są uwydatniane w celu podkreślenia odrębności i tożsamości grupowej.
Niwelacja dialektalna może przyczynić się do zaniku dialektów tradycyjnych (wiejskich) i upowszechnienia mniej zrożnicowanych dialektów mainstreamowych (ang. mainstream dialects), obejmujących obszary miejskie.